# Domingos Alberto Niobey
Domingos Alberto Niobey (Rio de Janeiro, 14 de maio de 1855 – Teresópolis, 26 de fevereiro de 1939) foi um farmacêutico brasileiro.
Foi eleito membro da Academia Nacional de Medicina em 1900, com o número acadêmico 205, na presidência de Agostinho José de Sousa Lima.